# Santanaraptor
Santanaraptor ist eine Gattung relativ kleiner theropoder Dinosaurier. Fossilien dieses Fleischfressers stammen aus der Unterkreide Brasiliens und wurden von dem Paläontologen Alexander Kellner im Jahr 1999 beschrieben. Einzige Art ist Santanaraptor placidus.

## Merkmale
Santanaraptor bewegte sich wie alle Theropoden zweibeinig fort und wurde etwa 1,3 Meter lang. Von anderen Theropoden lässt er sich anhand von Merkmalen im Oberschenkelknochen und Wadenbein unterscheiden; so zeigte beispielsweise der kraniale Trochanter des Oberschenkelknochens eine Öffnung an seiner Basis.

## Fund und Namensgebung
Bisher ist lediglich ein einziges, fragmentarisches Skelett bekannt, das aus Sitzbeinen (Ischium), den Hintergliedmaßen, Schwanzwirbeln sowie einigen weiteren, nicht bestimmbaren Knochen besteht. Dieses Skelett stammt aus dem Romualdo-Schichtglied der Santana-Formation im nordöstlichen Brasilien und kann auf das Albium (vor ca. 113 bis 100 Millionen Jahren) datiert werden. In Verbindung mit dem Skelett wurden Reste mineralisiertem Gewebes gefunden, das unter anderem Muskelfasern zeigt.
Santanaraptor ist nach seinem Fundort, der Santana-Formation, benannt. Santana ist dabei die Kurzform der Heiligen Anna (portugiesisch Santa Ana). Die Endung raptor kommt aus dem Latein und bedeutet so viel wie „Dieb“. Das Artepitheth placidus ehrt Placido Cidada Nuvens, welcher bei der Sicherung der Fundstelle half.

## Systematik
Die Verwandtschaftsbeziehungen dieser Gattung sind umstritten. Kellner (1999) beschrieb Santanaraptor als nicht weiter einordbaren Vertreter der Coelurosauria. Während Thomas Holtz (2004) Santanaraptor als Vertreter der Tyrannosauroidea betrachtet, halten Martínez und Novas (2006) eine Position innerhalb der Maniraptoriformes für wahrscheinlicher.